# Stadion Wiener Neustadt
Le Stadion Wiener Neustadt est un stade de football situé à Wiener Neustadt en Autriche dont le club résident est le SC Wiener Neustadt. Le stade dispose d'une capacité de 7 036 places.

## Histoire
La ville de Wiener Neustadt vend le stade à des coopératives d'habitation pour un montant de 10,6 millions d'euros le 2 octobre 2017,.
La démolition du stade de Wiener Neustadt, est officiellement terminée le 23 avril 2020,. Sur le site de ce stade démarre le chantier d'un ensemble immobilier avec 495 nouveaux appartements,.

## Utilisations du stade

### Équipe d'Autriche féminine
L'équipe d'Autriche de football féminin dispute deux rencontres au Stadion Wiener Neustadt. Les Autrichiennes rencontrent le 5 avril 2012, le Portugal lors d'un match des éliminatoires de l'Euro devant 2 300 spectateurs. La rencontre se termine sur le score de 1-0 en faveur des Autrichiennes.
La deuxième rencontre a lieu le 14 juin 2014 devant 1 000 spectateurs. Les Autrichiennes rencontrent lors d'un match des éliminatoires de la Coupe du monde, la Finlande. La rencontre se termine sur le score de 3-1 en faveur des Autrichiennes.

### Équipe d'Autriche espoirs
L'équipe d'Autriche espoirs de football dispute une rencontre au Stadion Wiener Neustadt. Les Autrichiens rencontrent le 23 mars 2007, l'Allemagne en match amical devant 2 500 spectateurs. La rencontre se termine sur le score de 5-2 en faveur des Allemands.

### Événements sportifs
Le Stadion Wiener Neustadt est l'hôte de la finale de la supercoupe d'Autriche qui a lieu le 22 juillet 1992 devant 5 000 spectateurs. Le match Austria Vienne-Admira Wacker Vienne est remporté aux tirs au but par l'Austria.
Il est l'hôte d'une finale de la coupe d'Autriche en 1965.

## Événements
- Finale de la Coupe d'Autriche en 1965
- Finale de la Supercoupe d'Autriche en 1992